# Constante van Euler-Mascheroni
De constante van Euler-Mascheroni, ook vaak constante van Euler genoemd, en meestal met {\displaystyle \gamma } aangeduid, is een wiskundige constante die vooral wordt gebruikt in de getaltheorie. De constante is genoemd naar de wiskundigen Leonhard Euler en Lorenzo Mascheroni. Het is een van de fundamentele constanten van de wiskunde, net zoals π en e.
De constante van Euler-Mascheroni wordt gedefinieerd als de limiet als het aantal termen naar oneindig gaat, van het verschil tussen de partiële som van de harmonische reeks en de natuurlijke logaritme van het aantal termen:
{\displaystyle \gamma =\lim _{n\to \infty }\left(\sum _{k=1}^{n}{\frac {1}{k}}-\ln(n)\right)=\int _{1}^{\infty }\left({1 \over \lfloor x\rfloor }-{1 \over x}\right)\,{\rm {d}}x~.}
Daarin stelt {\displaystyle \lfloor x\rfloor } de entierfunctie voor. Opmerkelijk is dat {\displaystyle \gamma } ook wordt gegeven door de volgende integraal:
{\displaystyle \gamma =-\int _{0}^{\infty }{\frac {\ln(x)}{e^{x}}}\,{\rm {d}}x~.}
De waarde van {\displaystyle \gamma } is bij benadering
{\displaystyle \gamma \approx 0{,}57721\ 56649\ 01532\ 86060\ 65120\ 90082\ 40243\ 10421\ 59335\ 93992\ }
Op 8 december 2006 waren er al 116580041 decimalen van bekend.
Het is niet bekend of {\displaystyle \gamma } een rationaal getal of een irrationaal getal is. Mocht {\displaystyle \gamma } rationaal blijken te zijn, dan laat analyse in kettingbreuken zien dat de noemer dan een getal is met op zijn minst 10242080 cijfers.